# RPG-22

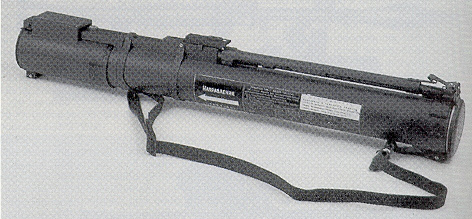
RPG-22

L'RPG-22 Netto, entrato in servizio a metà degli anni ottanta, è un lanciazazzi controcarro sovietico/russo, realizzato per ingrandimento del precedente RPG-18; quest'ultimo era sì leggero, ma aveva una capacità distruttiva insufficiente contro i veicoli corazzati più moderni.
L'RPG-22, anche se più pesante, possiede una testata del diametro di 73mm in grado di perforare almeno 400mm di corazza e capace di una gittata utile di circa 300 metri. 
Il suo tubo di lancio è di tipo telescopico, ovvero vi è un secondo tubo coassiale che viene esteso al momento di lancio della munizione, per rendere possibile una lunghezza minore al momento del trasporto, giusto come il suo predecessore e come l'M72 LAW statunitense. Una volta lanciato il razzo, il tubo non può essere riutilizzato, caratteristica comune ad altri lanciarazzi contemporanei quali l'M136 AT4.

## Caratteristiche tecniche
- Tipo: Razzo controcarro
- Diametro: 72.5 mm.
- Lunghezza: Normale 785 mm, da esteso 850 mm
- Peso: 2.8 kg.
- Propulsore: Razzo impulsore/sostentatore a propellente solido (munizione)
- Gittata: 250 m.
- Testata: carica cava, con capacità di penetrare 400 mm di acciaio o 1 metro di cemento
- Guida: n/a

## Fonti
Jane's Infantry Weapons 2005-2006.